# ラクソン県
ラクソン県（ラクソンけん、ベトナム語：Huyện Lạc Sơn / 縣樂山?）は、ベトナム社会主義共和国ホアビン省の県。面積は581km²、人口は134,800人（2019年）である。

## 行政区画
1市鎮23社から構成される。